# Malicious Code
Malicious Code (マリシャスコード, Malicious Code) est un shōnen manga de Masahiro Ikeno, prépublié entre août 2011 et 2012 dans le magazine Monthly Comic Gene et publié par l'éditeur Media Factory en quatre volumes reliés sortis entre janvier 2012 et janvier 2013. La version française a été éditée par Komikku Éditions en quatre tomes sortis entre mai 2013 et février 2014.

## Synopsis
En 2034, Hiiro Sakaki est sur le chemin du lycée lorsque son bus de ramassage scolaire est attaqué par une fille aux yeux rouges. Quand Hiiro reprend ses esprits, il réalise qu'il se trouve en plein Tokyo. L'accès à la ville est pourtant interdit depuis dix ans, à la suite d'une contamination fulgurante causée par un virus dévastateur : le virus « Pandora », une maladie indétectable et mortelle à 99,99 %. À l'époque, seuls quelques enfants infectés ont réussi à survivre (ils sont reconnaissables de par leurs yeux qui vont du bleu marine au rouge). Des garçons et des filles aux caractéristiques particulières se retrouvent désormais dans la ville. Hiiro apprend qu'une redoutable « malveillance », un « code », est gravée à l'intérieur de son corps.

## Personnages
Hiiro Sakaki
Hiiro Sakaki est un étudiant du lycée Shin-SakuRadai, au cheveux blancs et au yeux rouge dus au virus « Pandora » dont il est infecté. C'est un garçon plutôt calme, sympathique mais il est surtout extrêmement loyal, que ce soit envers ses amis de longue date qu'envers certaines personnes qu'il vient à peine de rencontrer. Il essaye toujours de protéger les autres avant lui et est prêt à tout pour cela. Malgré le fait qu'il utilise plusieurs fois son code durant les 3 premiers tomes, on ne sait absolument pas quelle est sa capacité et ce jusqu'à la fin du 3e tome. On sait juste que Hiiro ne peut pas se contrôler lorsqu'il utilise son code et qu'il est extrêmement puissant (sur de nombreux points). Il sera d'ailleurs suivi d'une « killer », Mikoto, qui cherche à comprendre quel est son code.
Anna Kudô
Anna est une porteuse du virus « Pandora » et une amie de Hiiro. Elle s'amuse souvent à essayer de se moquer de lui mais en réalité, elle tient énormément à lui et cherche avant tout à attirer son attention.
Shûichi Hino
Shûichi Hino (ou « Shû » pour les amis), est un jeune garçon de petite taille, avec un air un peu faible, et qui se promène toujours avec sa peluche de lapin. Il semble considérer Hiiro comme son protecteur et possède quelques compétences en médecine, ce qui lui permet de soigner Hiiro après son premier combat dans Tokyo. De plus, il déteste la violence et beaucoup de personnes disent qu'il a bon cœur. On ne sait pas quel est son code mais il pourrait s'agir d'un code de guérison.
Takashi Hatano
Takashi est l'élève rebelle et indiscipliné, mais il cache derrière ses airs durs et violents une personne sympathique avec un très grand sens de l'honneur. Il tient toujours ses dettes mais n'oublie pas non plus celles que les autres lui doivent.

## Les groupes dans Tokyo

### Les «Cloud»
Le terme « cloud » désigne à la base le groupe de Chiaki Izumi, mais cela désigne ensuite tous les groupes de porteur.

### Le groupe de Hiiro
Le groupe de Hiiro est composé de Hiiro Sakaki et de ses amis infectés par le virus « Pandora » qui se trouvaient avec lui lors de l'accident du bus, c'est-à-dire Anna Kudô, Shûichi Hino (dit « Shû ») et Takashi Hatano.

### Le groupe de Yûjirô: le cloud de Shibuya
Il est composé de 8 membres à la base mais 5 sont morts et il n'en reste donc plus que 3 au début de l'histoire : Yûjirô Inui, Shigetoshi Sakamoto (dit « le binoclard ») et Taizô Machiya. Il est le premier groupe contre lequel Hiiro et ses amis se battent et c'est aussi le groupe avec qui ils vont s'allier par la suite.

### Le groupe de Chiaki Izumi: le cloud de Hajajuku
Ce groupe est composé de Chiaki Izumi, Shintarô Inumaru, Yôsuke Mishima, Kido Makoto et Amano. C'est le groupe responsable de l'enlèvement de Anna. Ils demandent au groupe de Hiiro de les rejoindre et de quitter le groupe de Yûjirô en échange de la liberté de Anna. 

### Les «Killers»
Ce sont des porteurs aux ordres du bureau central d'administration (organisme d'État contrôlant la ville de Tokyo). Ils sont extrêmement puissants et disent être les « maîtres de la ville morte ». Ils semblent avoir uniquement des codes physiques. On dénombre 5 membres : Monsieur Edgar, Echidna, Mikoto, Yomi et le « Squelette ».

## Liste des volumes
| no | Japonais        | Japonais       | Français         | Français          |
| no | Date de sortie  | ISBN           | Date de sortie   | ISBN              |
| -- | --------------- | -------------- | ---------------- | ----------------- |
| 1  | 27 janvier 2012 | 978-4840144094 | 9 mai 2013       | 979-10-91610-22-3 |
| 2  | 27 juin 2012    | 978-4840144919 | 4 juillet 2013   | 979-10-91610-27-8 |
| 3  | 27 août 2012    | 978-4840147170 | 14 novembre 2013 | 979-10-91610-32-2 |
| 4  | 26 janvier 2013 | 978-4840147934 | 27 février 2014  | 979-10-91610-40-7 |

### Édition japonaise
Media Factory
1. 1 2  (ja) « Tome 1 ».
2. 1 2  (ja) « Tome 2 ».
3. 1 2  (ja) « Tome 3 ».
4. 1 2  (ja) « Tome 4 ».

### Édition française
Komikku Éditions
1. 1 2  (fr) « Tome 1 », sur manga-news.com.
2. 1 2  (fr) « Tome 2 », sur manga-news.com.
3. 1 2  (fr) « Tome 3 », sur manga-news.com.
4. 1 2  (fr) « Tome 4 », sur manga-news.com.